# Lenguas Huon
Las lenguas de península Huon son una familia lingüística dentro de las lenguas trans-neoguineanas (TNG), deben su nombre a que son habladas en la península de Huon. William A. Foley considera que su adscripción al trans-neoguineano no puede darse por firmemente establecida. Comparten con las lenguas de Finisterre la existencia de formas supletivas en los verbos según la persona y el número del objeto, lo cual proporciona una fuerte evidencia de parentesco.

## Clasificación interna
Las familias Finisterre y Huon, fueron identificadas por primera vez por Kenneth McElhanon (1967, 1970), que también identificó la conexión entre ambas. La subfamilia Huon está claramente divida en dos ramas: occidental y oriental. Más allá de esta división, la clasificación que sigue se basa en lexicoestadística, y por tanto, es provisional:
- Familia Huon
  - Rama Huon oriental
    - Kâte, Mape, Sene
    - Migabac, Momare
    - Kube, Tobo
    - Dedua
    - Kovai

  - Rama Huon occidental
    - Burum (Mindik), Borong (Kosorong)
    - Kinalakna, Kumokio
    - Mese, Nabak
    - Komba, Selepet–Timbe
    - Nomu
    - Ono
    - Sialum

Kâte es la lingua franca local.

## Comparación léxica
Los numerales en diferentes lenguas Huon orientales son:
| GLOSA | Oriental                 | Oriental       | Oriental      | Oriental            | Oriental    | Oriental      | Kovai         | PROTO- HUON ORIENTAL          |
| GLOSA | Dedua                    | Kube           | Kâte          | Borong              | Mape (Mabe) | Migabac       | Kovai         | PROTO- HUON ORIENTAL          |
| ----- | ------------------------ | -------------- | ------------- | ------------------- | ----------- | ------------- | ------------- | ----------------------------- |
| '1'   | moʔgu                    | momaʔ-guʔ      | moʔ yahaʔ     | motooŋgo            | moakoŋg     | moniyaŋ       | mʊŋ'gɔn       | *moŋgo                        |
| '2'   | yoʔoʔ-kaŋ                | ɡəhəʔ / ərəhəʔ | yayaheʔ       | woi                 | yoyo-ka     | yaeʔ-kaŋ      | lɔ'lɔn        | *[yo]yorəʔ-                   |
| '3'   | ʔarebeʔ-kaŋ              | harəvəʔ        | yaheʔ a moʔ   | karowoŋ             | yokaomo     | habaʔ-kaŋ     | ʔal'βɔn       | *hareba                       |
| '4'   | neakp͡aʔ / yoʔoʔ ŋa yoʔoʔ | kemboŋ kp͡ahaʔ  | yaheʔ a yaheʔ | woiwoi / nemuŋ kp͡aa | yokaoyoka   | yaeʔ ŋa yaeʔ  | ʔi'lon        | *yoreʔ ŋa yoreʔ/ *nemboŋ kp͡aa |
| '5'   | marimoŋ                  | məra məŋ       | me moʔ        | boro moŋ            | me mo       | mole moniʔ    | milin mʊŋ'ɡɔn | *mari moŋ                     |
| '6'   | 5+1                      | 5+1            | 5+1           | 5+1                 | 5+1         | 3+3           | 5+1           | *5+1                          |
| '7'   | 5+2                      | 5+2            | 5+2           | 5+2                 | 5+2         | 5+2           | 5+2           | *5+2                          |
| '8'   | 5+3                      | 5+3            | 5+3           | 5+3                 | 5+3         | 5+3           | 5+3           | *5+3                          |
| '9'   | 5+4                      | 5+4            | 5+4           | 5+4                 | 5+4         | 5+4           | 5+4           | *5+4                          |
| '10'  | mari yoʔoʔ-kaŋ           | məra ərəhəʔ    | me yayaheʔ    | boro woi            | me yoyoka   | mole yaeʔ-kaŋ | mela'lin      | *mari [yo]yorəʔ-              |
Los numerales en algunas lenguas las lenguas Huon occidentales son:
| GLOSA | Occidental    | Occidental | Occidental        | Occidental       | Occidental      | Occidental               | PROTO- HUON OCCIDENTAL | PROTO- HUON                   |
| GLOSA | Burum- Mindik | Komba      | Nabak             | Selepet          | Tobo            | Timbe                    | PROTO- HUON OCCIDENTAL | PROTO- HUON                   |
| ----- | ------------- | ---------- | ----------------- | ---------------- | --------------- | ------------------------ | ---------------------- | ----------------------------- |
| '1'   | moɣot         | kənok      | kwep              | konok            | moᵘk            | konok                    | *mogo/ *konok          | *mboŋgo                       |
| '2'   | yaɣət/ weit   | zaɣat      | ʣut               | yohɔk            | 'yəɣət          | (lauwa)                  | *yoɣət                 | *yoʁə-                        |
| '3'   | karə(m)but    | karambut   | tuk               | kalimbu          | 'qɑɾəβət        | (olowu)                  | *qaɾəmbat              | *qarəmba-                     |
| '4'   | kiɣuwet       | kimembut   | zulak zulak       | imbɔt            | 'kembem kpə'ɣɑp | imbot                    | *kembem kpəɣap         | *ke-mboŋ kpəʁa-/ *yoʁə- yoʁə- |
| '5'   | bərə kun      | bet nambut | bet nembert delaŋ | bɔtnombot / mome | mə'ɾɑmən        | momerak/ bat biken harok | *mbaɾə-                | *mbari-mboŋ                   |
| '6'   | 5+1           | 5+1        | 5+1               | 5+1              | 5+1             | nambukan+1               | *5+1                   | *5+1                          |
| '7'   | 5+2           | 5+2        | 5+2               | 5+2              | 5+2             | nambukan+2               | *5+2                   | *5+2                          |
| '8'   | 5+3           | 5+3        | 5+3               | 5+3              | 5+3             | nambukan+3               | *5+3                   | *5+3                          |
| '9'   | 5+4           | 5+4        | 5+4               | 5+4              | 5+4             | nambukan+4               | *5+4                   | *5+4                          |
| '10'  | bərə yaɣət    | bet zaɣat  | beduk delaŋ       | bɔlɔk ŋerek      | məɾɑ'yəɣət      | bat bio/ bip harok       | *mbaɾə yoɣət           | *mbari-yoʁə-                  |
Los términos entre paréntesis son préstamos de las lenguas austronesias.